# 伊東舞
伊東 舞（いとう まい、1993年12月1日 - ）は、日本の女優である。かつてはスマイルモンキーに所属していた。
2001年にデビュー。主にテレビドラマ、再現VTRなどに出演する。またかつて、スマイルモンキー主催のライブにも参加していた。

## 出演

### テレビドラマ
- 人にやさしく（2002年1月 - 3月、フジテレビ）
- 金曜エンタテイメント（2004年7月、フジテレビ）
- 野ブタ。をプロデュース（2005年10月 - 12月、日本テレビ）

### バラエティー
- なまあらし LIVESTORM（2003年2月、フジテレビ） - 山川恵里佳幼少役
- 中居正広の金曜日のスマたちへ（2004年2月、TBS）
- 発掘!あるある大事典II（2004年4月、フジテレビ）
- ホリケンキッズザ・パンチ（2004年6月、TBS）
- カスペ!「現役教師1000人大告白!先生だって人間なんだSP3」（2006年、フジテレビ）
- カスペ!「現役教師1000人大告白！先生だって人間なんだ頑張れ!春の応援SP」（2006年、フジテレビ）
- カスペ!「現役教師1000人大告白!これが今どきの学校だSP」（2007年、フジテレビ）
- ジャイケルマクソン（2007年、毎日放送）
- キンコンヒルズ（2007年、テレビ東京）

### CM
- 日商岩井不動産（2003年）
- ダイハツ（2005年）

## ライブ
- 春の体育祭（2005年6月26日、LIVE GATE TOKYO 四谷）